# Vouvry
Vouvry es una comuna suiza del cantón del Valais, ubicada en el distrito de Monthey. Limita al norte con las comunas de Saint-Gingolph y Port-Valais, al este con Chessel (VD), Yvorne (VD) y Aigle (VD), al sur con Collombey-Muraz y Vionnaz, y al oeste con La Chapelle-d'Abondance (FR-74) y Novel (FR-74).

## Transportes
Ferrocarril
Cuenta con una estación ferroviaria en la que efectúan parada trenes regionales con destino a las principales ciudades y comunas del Cantón del Valais.

## Ciudades hermanadas
- Bodnegg.